# 波面
波面（はめん、英語: Wavefront）とは、波動（進行波）において、同じ位相にある媒質上の点の集まりで構成される面。波面は平面の場合と球面の場合があり、前者を平面波、後者の場合を球面波と呼ぶ。通常は正弦波に対して用いる。